# Call Me If You Get Lost
Call Me If You Get Lost è il settimo album in studio del rapper statunitense Tyler, the Creator, pubblicato il 25 giugno 2021 dalla Columbia.
Il 31 marzo 2023 Tyler ha pubblicato una ristampa dell'album intitolata Call Me If You Get Lost: The Estate Sale, contenente otto tracce bonus registrate insieme ai brani della versione originale ma che non erano state inserite nell'album.

## Descrizione
Call Me If You Get Lost è un album alternative hip hop, ma contiene elementi di jazz, soul, reggae e synth pop.

## Tracce
Testi e musiche di Tyler Okonma, eccetto dove indicato.
1. Sir Baudelaire (feat. DJ Drama) – 1:28 (Tyler Okonma, Billy Cobham)
2. Corso – 2:26 (Tyler Okonma, James Asher)
3. Lemonhead (feat. 42 Dugg) – 2:10 (Tyler Okonma, Dion Hayes)
4. WusYaName (feat. YoungBoy Never Broke Again, Ty Dolla $ign) – 2:01 (Tyler Okonma, Kentrell Gaulden, Tyrone Griffin, Jr., Bishop Burrell, Sr., Delando Conner, Solomon Conner, Darryl Jackson)
5. Lumberjack – 2:18 (Tyler Okonma, Larry Willis, Anthony Ian Berkeley, Arnold Hamilton, Paul Huston, Robert Diggs)
6. Hot Wind Blows (feat. Lil Wayne) – 2:35 (Tyler Okonma, Dwayne Carter, Jr., Henry Mancini, Norman Gimbel)
7. Massa – 3:43
8. Runitup (feat. Teezo Touchdown) – 3:49 (Tyler Okonma, Aaron Thomas)
9. Manifesto (feat. Domo Genesis) – 2:55 (Tyler Okonma, Dominique Cole, Barry White)
10. Sweet / I Thought You Wanted to Dance (feat. Brent Faiyaz, Fana Hues) – 9:48 (Tyler Okonma, Christopher Wood, Fana Hughes, Fil Callender)
11. Momma Talk – 1:10
12. Rise! (feat. DAISY WORLD) – 3:23 (Tyler Okonma, Daisy Hamel-Buffa, James Smith)
13. Blessed – 0:57
14. Juggernaut (feat. Lil Uzi Vert, Pharrell Williams) – 2:26 (Tyler Okonma, Symere Woods, Pharrell Williams)
15. Wilshire – 8:35
16. Safari – 2:57 (Tyler Okonma, Jahlil Gunter)

Tracce bonus nell'edizione The Estate Sale
1. Everything Must Go – 0:28
2. Stuntman (feat. Vince Staples) – 3:20 (Tyler Okonma, Vincent Staples)
3. What a Day – 3:37 (Tyler Okonma, Michał Urbaniak, Otis Jackson)
4. Wharf Talk (feat. ASAP Rocky) – 3:24 (Tyler Okonma, Rakim Mayers)
5. Dogtooth – 2:41
6. Heaven to Me – 3:51 (Tyler Okonma, Alexandra Brown, Jessyca Wilson, John Stephens, Kanye West, Milton Bland, Vaughn Stephens)
7. Boyfriend, Girlfriend (feat. YG) (2020 Demo) – 3:24 (Tyler Okonma, Cecil Lyde, Keenon Jackson)
8. Sorry Not Sorry – 3:26 (Tyler Okonma, Franchone Shells, Lucille White)

## Classifiche

### Classifiche settimanali
| Classifica (2021-23) | Posizione massima |
| -------------------- | ----------------- |
| Australia            | 2                 |
| Austria              | 6                 |
| Belgio (Fiandre)     | 5                 |
| Belgio (Vallonia)    | 8                 |
| Canada               | 3                 |
| Croazia              | 11                |
| Danimarca            | 3                 |
| Finlandia            | 7                 |
| Francia              | 32                |
| Germania             | 18                |
| Grecia               | 16                |
| Irlanda              | 3                 |
| Islanda              | 4                 |
| Italia               | 32                |
| Lettonia             | 3                 |
| Lituania             | 3                 |
| Norvegia             | 4                 |
| Nuova Zelanda        | 2                 |
| Paesi Bassi          | 4                 |
| Polonia              | 45                |
| Portogallo           | 4                 |
| Regno Unito          | 4                 |
| Spagna               | 20                |
| Stati Uniti          | 1                 |
| Svezia               | 10                |
| Svizzera             | 4                 |

### Classifiche di fine anno
| Classifica (2021) | Posizione |
| ----------------- | --------- |
| Stati Uniti       | 111       |
| Classifica (2022) | Posizione |
| Australia         | 96        |
| Stati Uniti       | 112       |
| Classifica (2023) | Posizione |
| Portogallo        | 66        |
| Stati Uniti       | 57        |